# Tatjana Kostromina
Tatjana Anatolevna Kostromina (Wit-Russisch: Тацяна Анатолеўна Костромiна) (Homel, 15 februari 1973) is een Wit-Russisch voormalig professioneel tafeltennisster.
Namens Wit-Rusland nam zij deel aan de Olympische Zomerspelen 2000, 2004 en 2008. Zij won daarbij geen medailles.

## Belangrijkste resultaten
- Zilver in het vrouwen dubbelspel op de Europese kampioenschappen 2002 met Viktoryja Pawlovitsj.
- Brons in het gemengd dubbelspel op de Europese kampioenschappen 1998 met Jevgeni Stjetenin.
- Brons met het team op de Wereldkampioenschappen 2006.